# Godwin Brumowski
Godwin von Brumowski, avstro-ogrski letalski as, * 26. julij 1889, Wadowice, Galicija, † 3. junij 1936, Schiphol, Nizozemska
Von Brumowski je bil najuspešnejši avstro-ogrski letalski as v prvi svetovni vojni. Uradno je dosegel 35 zračnih zmag (12 od teh je delil z drugimi piloti), s še 8 nepotrjenimi za sovražnikovo črto. Tik pred koncem vojne je von Brumowski poveljeval vsemu avstro-ogrskemu lovskemu letalstvu na Soški fronti. 

## Življenjepis
Godwin von Brumowski se je rodil v vojaški družini v Wadowicah v Galiciji, sedanji Poljski. Šolal se je na Cesarski in kraljevi tehnični vojaški akademiji v Mödlingu ob Dunaju in diplomiral kot poročnik, dne 10. avgusta 1910 je bil dodeljen 29. polku poljskega topništva. Služil je v 6. topniškem regimentu in ravno dopolnil 25 let, ko je dva dni kasneje sledila vojna napoved Srbiji. Na vzhodni fronti se je boril proti Rusiji, bil odlikovan z bronasto in nato srebrno medaljo za hrabrost, preden je bil premeščen v Cesarske in kraljeve letalske enote (K.u.K. Luftfahrtruppen).
Dodeljen je bil v Flik 1 (1. letalski eskadrilji) v mestu Czernowitz v današnji Ukrajini, ki ji je poveljeval stotnik Otto Jindra. Julija 1915 je von Brumowski tako postal letalski opazovalec na ruski fronti. 12. aprila 1916 sta pilot Jindra in opazovalec Brumowski, posadka istega letala, sestrelila dva ruska lovca Parasol. Julija 1916 je iz opazovalca napredoval v pilota kljub slabšemu vidu na desno oko, zaradi česar je nosil monokel. Novembra so ga premestili v Flik 12 na Soško fronto. 3. decembra si je delil zmago nad bombnikom Caproni in 2. januarja postal letalski as z zmago nad italijanskim letalom Farman. Te prve zmage je dosegel s pilotiranjem okornih dvosedov, kot je bil Hansa-Brandenburg C.I. (izboljšan model B.I), ki niso bili namenjeni zračnim bojem.
Naslednji mesec je bila ustanovljena prva avstro-ogrska lovska letalska enota, Flik 41j (j kot nem. jagd, lovci), s poveljnikom Brumowskim. Marca so ga poslali na 9-dnevno izpopolnjevanje v nemško Jasto 24 (Jagdstaffel, lovsko eskadriljo), kjer se je učil izpopolnjene taktike nemških letalcev, preden je nadaljeval s poveljstvom. Na izpopolnjevanju je srečal tudi Manfreda von Richthofna, "Rdečega barona" in po njegovem zgledu kasneje tudi vsa svoja letala barval rdeče. Do konca maja si je v takrat zastarelem in slabo oboroženem Hansa Brandenburgu D.I nabral že 8 zmag. Avstro-ogrsko vojno letalstvo je takrat trpelo posledice slabe izbire in razporeditve letal, pa tudi slabe taktike. V avstro-ogrskih Flik-ih je bilo za razliko od nemških Jast več različnih modelov letal, kar je otežilo logistiko oskrbe, lovci pa niso smeli samoiniciativno zapustiti spremstva izvidniških dvosedov. Junija 1917 je Brumowski brez bojnega uspeha letel v letalu Aviatik D.I, naslednji mesec so kar 11 letal izgubili v različnih nesrečah, starikavih Hansa-Brandenburgov pa se je do takrat že oprijel vzdevek "leteče krste".
Kljub tem težavam je med 10. in 28. avgustom 1917 von Brumowski dosegel zavidljiv niz 12 potrjenih in 6 nepotrjenih zračnih zmag v bojih, ki so potekali večinoma nad današnjim slovenskim ozemljem. Dve od teh zmag sta bili deloma posledica novega letala, nemškega Albatrosa D.III z dvema sinhroniziranima strojnicama.
9. oktobra je sestrelil italijanski opazovalni balon, prvega od petih. Njegov po zgledu von Richtofna rdeče pobarvani Albatros je takrat imel na bokih naslikani bledorumeni lobanji. Ta vzorec barvanja svojih letal je obdržal do konca vojne.
1. februarja 1918 se je zapletel v spopad z osmimi sovražnimi lovci. Nekatere od 26 naštetih krogel so mu vžgale rezervoar za gorivo v zgornjem krilu, kljub temu pa je z gorečim letalom uspel pristati na domačem letališču, kar ga uvršča med redke preživele gorenja letala. Že tri dni kasneje je bil znova zapleten v spopad z osmimi angleškimi lovci, na begu so popuščala prerešetana krila, vendar je vseeno spet uspel pristati. Ob pristanku se je njegov Albatros prekucnil in letalo je bilo uničeno.
19. junija je dosegel svojo zadnje zračne zmage (opazovalni balon in dve letali). Njegovo zadnjo, 35. zračno zmago je pospremilo 37 naštetih strojničnih lukenj v njegovem letalu in poveljstvo se je odločilo, da ga umakne iz boja. 23. junija je prejel ukaz o podaljšanem dopustu in predlog generalpolkovnika Ferdinanda, naj zaprosi za najvišje avstro-ogrsko vojaško odlikovanje, viteški križec Vojaškega reda Marije Terezije. Brumowski je odgovoril:
"Če sem si zaslužil to odlikovanje z dejanji, bi to moralo zadoščati, da mi jo vrhovni poveljnik podeli. Ni moja dolžnost, da zanj prosim ali ga zahtevam."
Tako največji letalski as Avstro-Ogrske nikoli ni prejel najvišjega odlikovanja. 11. oktobra 1918 so ga kljub temu, da je bil še vedno stotnik, imenovali za poveljnika vsega lovskega letalstva na Soški fronti. Vojna se je končala mesec kasneje.
Po vojni je ostal brez dela. Po kratkem bivanju na Dunaju je za deset let prevzel posestvo ovdovele tašče v Transilvaniji. Kot meščan je na podeželju z neznanjem madžarskega jezika zaposlenih in okolice s kmetovanjem imel le malo uspeha. Užival je v tveganih početjih, dirkanju z avtomobili po slabih vaških cestah, priganjanju konj do onemoglosti, lovu v gorah, prirejanju zabav, plesu, plavanju, drsanju na ledu, čemerkoli, da se zamoti. Nazadnje je zapustil ženo in hči, se preselil na Dunaj, kjer je 1930 ustanovil letalsko šolo in se znova poročil. Začetek tridesetih let je pilotiral za nacionalistično vojaško organizacijo Heimwehr in v kratkotrajni Avstrijski državljanski vojni 1934 znova letel na izvidniških poletih.
3. junija 1936 se je smrtno ponesrečil med inštrukcijami letenja nizozemskemu učencu na letališču Schipol na Nizozemskem. Njegova hči ga je takole povzela: "Bil je zelo unikatna in zanimiva oseba, ali od mnogih ljubljen, ali osovražen, ali pa so ga mnogi celo imeli za norega." Pokopan je na pokopališču Zentralfriedhof na Dunaju.

## Odlikovanja
- red železne krone 3. razreda
- viteški križec reda Leopolda
- zlata, srebrna in bronasta medalja za hrabrost
- srebrna in bronasta vojaška zaslužna medalja
- železni križec 2. razreda